# Mixelj
A Mixelj (eredeti cím: Spin) 2021-es amerikai filmdráma, amelyet Manjari Makijany rendezett. A főbb szerepekben Avantika Vandanapu, Meera Syal, Abhay Deol, Aryan Simhadri és Michael Bishop látható.
Amerikában 2021. augusztus 13-án mutatta be a Disney Channel. Magyarországon 2022. január 1-én mutatta be a Disney Channel.

## Cselekmény
A 15 éves Rhea édesanyja halála után a család India lelke nevű éttermében dolgozik, hogy apjának segítsen. Az éttermben találkozik a fiatal DJ-vel Max-szel. Max megtanítja neki a DJ mixek készítésének alapjait.
Max és Rhea együtt elkészítenek egy dalt, Feeling Good címmel. A munka nagy részét Rhea végezte. Max fellép egy fesztiválon előadva ezt a dalt, de Rhea-t nem említi meg. Rhea kérdőre vonja Maxet. Max elmondja, hogy Rhea-t nem tartja igazi DJ-nek.
Rhea a barátai segítségével felkészül Luka Cent DJ versenyére, amelyen Max is indul. Rhea bemutatja az It's All Music című dalát, amelyben édesanyja énekhangját keverte alá. A dallal megnyerte a versenyt, amellyel bebizonyította, hogy a zene a szenvedélye. A verseny után Rhea minden vasárnap fellép az éttermében.

## Szereplők
| Szereplő                    | Színész                     | Magyar hang          |
| --------------------------- | --------------------------- | -------------------- |
| Rhea Kumar                  | Avantika Vandanapu          | Laudon Andrea        |
| Rhea Kumar                  | Kaila De Almeida (fiatalon) | Bak Julianna         |
| Asha Kumar, Rhea nagymamája | Meera Syal                  | Zsurzs Kati          |
| Arvind Kumar, Rhea apja     | Abhay Deol                  | Csík Csaba Krisztián |
| Rohan Kumar, Rhea testvére  | Aryan Simhadri              | Vida Bálint          |
| Max                         | Michael Bishop              | Kálmán Barnabás      |
| Molly                       | Anna Cathcart               | Szűcs Anna Viola     |
| Watson                      | Jahbril Cook                | Nagy Gereben         |
| Ginger                      | Kerri Medders               | Vida Sára            |
| DJ Luka Cent                | Tyler Kyte                  | Czető Roland         |
| Naomi Eloi                  | Kyana Teresa                | Bognár Anna          |

### Magyar változat
- Bemondó: Bordi András
- Magyar szöveg: Petőcz István
- Hangmérnök: Bogdán Gergő
- Vágó: Kránitz Bence
- Gyártásvezető: Rába Ildikó
- Szinkronrendező: Dobay Brigitta
- Produkciós vezető: Orosz Katalin
- További magyar hangok: Kapácsy Miklós, Szabó Andor, Magyar Viktória, Kisfalusi Lehel

A szinkront az SDI Media Hungary készítette.

## Gyártás
2020. március 17-én jelentették be a filmet és az is kiderült, hogy a Disney+-on lesz látható. A film rendezője Manjari Makijany volt, Carley Steiner, Céline Geiger és Josh A. Cagan pedig a forgatókönyvet írták.
2020. augusztus 20-án bejelentették, hogy a filmet a Disney+ helyet a Disney Channelen lesz látható. A szereplőket 2020. szeptember 29-én jelentették be.
A forgatás 2020. október 5-én kezdődött Torontoban, és 2020. november 20-án fejeződött be. Az étterem külső helyszínét Bramptonban forgatták.